# Nemanja Milošević
Nemanja Milošević, född 26 mars 1979 i Šabac, SR Serbien, SFR Jugoslavien, är en serbisk handbollstränare och tidigare handbollsspelare (vänsternia/försvarare). Han spelade i 16 år för Lundaklubbarna H43 Lund och Lugi HF. Sedan 2022 är han huvudtränare för Lugi HF.
Milošević värvades inför säsongen 2003/2004 till H43 Lund tillsammans med Zoran Roganović från bosniska RK Borac Banja Luka. Sommaren 2011 bytte han klubb till lokalrivalen Lugi HF. 2017 blev han assisterande tränare i Lugi HF, till en början samtidigt som han var spelare. 2022 tog han över rollen som huvudtränare i Lugi.